# أكيرا سنجو
أكيرا سنجو (千住明 سنجو أكيرا) هو ملحن ياباني ولد في 21 أكتوبر 1960 في طوكيو.

## أعماله في السينما اليابانية
- بلا عائلة

## أعماله في الدراما اليابانية
- غولد (بالتعاون مع يوشيهيرو إيكي)
- بلا عائلة

## أعماله في الأنمي

### مسلسلات أنمي تلفزيونية
- خيميائي الفولاذ FULLMETAL ALCHEMIST
- البدلة المتنقلة فيكتوري جاندام
- ريد غاردن
- أنا وأختي
- بيت إكس
- ملكة الثلج
- فالفريف الثوري
- رعد العملاق (2004)
- باتيري

### أفلام أنمي
- سايوكي Requiem
- تيلز أوف فيسبيريا: ذا فرست سترايك

## وصلات خارجية
- أكيرا سنجو على موقع IMDb (الإنجليزية)
- أكيرا سنجو على موقع ميوزك برينز (الإنجليزية)
- أكيرا سنجو على موقع أول موفي (الإنجليزية)
- أكيرا سنجو على موقع أول ميوزيك (الإنجليزية)
- أكيرا سنجو على موقع ديسكوغز (الإنجليزية)
- أكيرا سنجو على موقع قاعدة بيانات الفيلم (الإنجليزية)
- أكيرا سنجو على موقع ANN person (الإنجليزية)